# Griegos
Griegos é um município da Espanha na província de Teruel, comunidade autónoma de Aragão. Tem 31,47 km² de área e em 2021 tinha 138 habitantes (densidade: 4,4 hab./km²).
O clima é continental-mediterrânico, caracterizado por invernos longos e frios, com pouca neve, mas onde podem passar vários dias à temperatura de -15 °C ou menos. Os verões são amenos e em alguns dias é possível alcançar temperaturas negativas no verão.
Trata-se da povoação mais alta da Sierra de Albarracín e alcança os 1 601 metros acima do nível do mar, no sopé da Muela de San Juan (com estação de aqui de fundo). Conta com recursos naturais e paisagísticos de grande valor: bosques, extensos campos de cereais, pastagens de gado, paisagens rochosas com modelado cársico e muita água. O seu museu Casa de las Mariposas y los Insectos, instalado na Câmara Municipal, é um bom ponto de partida para explorar a riqueza entomológica desta serra.

## Demografia
| Variação demográfica do município entre 1991 e 2004 | Variação demográfica do município entre 1991 e 2004 | Variação demográfica do município entre 1991 e 2004 | Variação demográfica do município entre 1991 e 2004 |
| --------------------------------------------------- | --------------------------------------------------- | --------------------------------------------------- | --------------------------------------------------- |
| 1991                                                | 1996                                                | 2001                                                | 2004                                                |
| 142                                                 | 155                                                 | 136                                                 | 137                                                 |